# Manuel Gutiérrez Correa
Manuel Gutiérrez Correa. Jugador de balonmano español de los años 80' y 90'. Nació en Madrid (provincia de Madrid) el 30 de agosto de 1961. Jugaba en la posición de portero, posición en la que fue indiscutible en su equipo, el CD Cajamadrid y CJ Alcalá más tarde. Participó con la selección española en 18 ocasiones.

## Clubes
- 1978-1981:  BM Jaén
- 1981-1991:  CD Cajamadrid
- 1991-1995:  Club Juventud Alcalá
- 1995-1996:  CB Ademar León

## CD Cajamadrid
- Subcampeón Liga ASOBAL 1987-88.
- Sucampeón supercopa 1989-90.

## CJ Alcalá
- Subcampeón Copa del Rey 1993-94.